# Jonathan Spector
Jonathan Michael Paul Spector (født 1. marts 1986 i Arlington Heights, Illinois, USA) er en amerikansk professionel fodboldspiller, der spiller for Orlando City i Major League Soccer som forsvarsspiller. Han har tidligere spillet mange år i England hos blandt andet West Ham og Birmingham.